# Вартбургское празднество

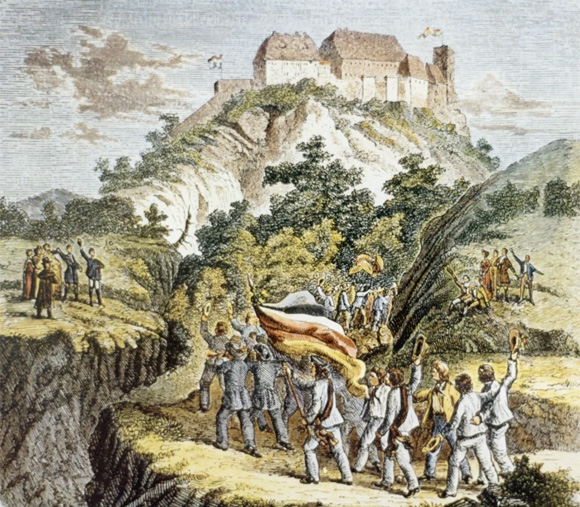
Шествие студентов в 1817 году

Вартбургское празднество (нем. Wartburgfest) — название нескольких ежегодных студенческих собраний в замке Вартбург (город Айзенах, Тюрингия). Самым известным является первое из них, имевшее место в 1817 году и ставшее важным событием в истории германских земель; в исторической литературе под термином «Вартбургское празднество», как правило, понимается именно собрание 1817 года.
По случаю 300-летия с начала Реформации и четвёртой годовщины битвы при Лейпциге студенты различных факультетов 18 октября 1817 года провели встречу в замке Вартбург. Ассамблея, состоявшая из 500 студентов и нескольких либерально настроенных профессоров, выразила протест против реакционной политики и местничества и высказалась за образование единого национального германского государства с собственной конституцией. Мероприятие закончилось осуждением и сожжением «не-германских» книг в большом центральном костре. Вартбург, место убежища Мартина Лютера в 1521—1522 годах, являлся своего рода национальным символом, потому и был выбран для проведения собрания.
После проведения «празднества» преследование и репрессии в отношении различных демократически настроенных элементов со стороны властей германских государств резко усилились. Второе подобное мероприятие в Вартбурге состоялось во время революционных событий 1848 года.